# Stay away
«STAY AWAY» es el 20º sencillo de la banda japonesa L'Arc~en~Ciel, que por segunda vez prestaba una de sus canciones para el comercial del cosmético Shiseido Pienu (Shiseido PN). 
El videoclip de esta canción ganó el premio de Space Shower Music Video Awards del año 2000 como Best Video of the Year y Best Group Video.
| #  | Título                              | Compuesta por:                                   |
| -- | ----------------------------------- | ------------------------------------------------ |
| 1. | STAY AWAY                           | hyde (letra) tetsu (música)                      |
| 2. | get out from the shell              | hyde (letra) yukihiro (música)                   |
| 3. | STAY AWAY -Jaze Poo Mix-            | hyde (letra) tetsu (música) TTman (remix)        |
| 4. | STAY AWAY -Truly Barbie Forest Ver. | tetsu (música) HAL-Oh Togashi (piano y arreglos) |